# Бад Заров
Бад Заров (њем. Bad Saarow) општина је у њемачкој савезној држави Бранденбург. Једно је од 38 општинских средишта округа Одер-Шпре. Према процјени из 2010. у општини је живјело 4.828 становника. Посједује регионалну шифру (AGS) 12067024.

## Географски и демографски подаци
Бад Заров се налази у савезној држави Бранденбург у округу Одер-Шпре. Општина се налази на надморској висини од 45 метара. Површина општине износи 52,0 km². У самом мјесту је, према процјени из 2010. године, живјело 4.828 становника. Просјечна густина становништва износи 93 становника/km².